# Chokri Ayari
Chokri Ayari – tunezyjski zapaśnik walczący w obu stylach. Zajął 39. miejsce na mistrzostwach świata w 2007. Brązowy medalista mistrzostw Afryki w 1993; czwarty w 1996. Trzeci na mistrzostwach arabskich w 1995 roku.